# Шолльбрунн
Шолльбрунн (нем. Schollbrunn) — община в Германии, в земле Бавария. 
Подчиняется административному округу Нижняя Франкония. Входит в состав района Майн-Шпессарт. Подчиняется административному сообществу Кройцвертхайм.  Население составляет 904 человека (на 31 декабря 2010 года). Занимает площадь 11,23 км².

## Достопримечательности
- Райнштайн — руины средневекового замка

## Население
По оценке на 31 декабря 2015 года население общины Шолльбрунн составляет 955 чел. 

| Дата      | 1840 | 1871 | 1900 | 1925 | 1939 | 1950 | 1961 | 1970 | 1987 | 2011 |
| --------- | ---- | ---- | ---- | ---- | ---- | ---- | ---- | ---- | ---- | ---- |
| Население | 559  | 566  | 592  | 573  | 599  | 679  | 702  | 731  | 866  | 919  |

| Год       | 1960 | 1970 | 1980 | 1990 | 2000 | 2009 | 2010 | 2011 | 2012 | 2013 | 2014 | 2015 |
| --------- | ---- | ---- | ---- | ---- | ---- | ---- | ---- | ---- | ---- | ---- | ---- | ---- |
| Население | 685  | 754  | 820  | 904  | 941  | 910  | 904  | 928  | 940  | 949  | 936  | 955  |